# Центр Огюста и Леона Вальрасов
Центр Огюста и Леона Вальрасов (фр. Centre Auguste et Léon Walras) — экономическое научно-исследовательское учреждение (Франция); подразделение Лионского университета. Центр основан в 1983 году.
Центр организует научные конференции посвященные творчеству экономистов прошлого. Центр участвует в издании Полного собрания экономических сочинений О. и Л. Вальрасов (совместно с Центром междисциплинарных исследований Вальраса — Парето) и Полного собрания сочинений Ж.-Б. Сэя. Сотрудники центра работают над переводами на французский язык произведений Адама Смита и Фернандо Галиани. Среди проектов центра: электронное издание экономических журналов XVIII—XIX веков.